# بكارة (اجوامعة)
بكارة هي إحدى مشيخات المملكة المغربية، تتبع جغرافيا لإقليم الفحص أنجرة وإداريًا لاجوامعة. يقدر عدد سكانها بـ 7173 نسمة حسب الإحصاء الرسمي للسكان والسكنى لسنة 2004.